# Victorgorgia
Victorgorgia is een geslacht van neteldieren uit de klasse van de Anthozoa (bloemdieren).

## Soort
- Victorgorgia josephinae Lopez Gonzalez & Briand, 2002